# Clément-Joseph Hannouche
Clément-Joseph Hannouche (* 27. März 1950 in Kairo; † 9. April 2020 ebenda) war ein ägyptischer Geistlicher und syrisch-katholischer Bischof von Kairo.

## Leben
Clément-Joseph Hannouche empfing am 13. Juni 1976 das Sakrament der Priesterweihe und wurde in den Klerus der syrisch-katholischen Eparchie Kairo inkardiniert. 
Am 24. Juni 1995 ernannte ihn Papst Johannes Paul II. zum Bischof der syrisch-katholischen Eparchie Kairo. Der syrisch-katholische Patriarch von Antiochia, Ignatius Antoine II. Hayek, spendete ihm am 19. März 1996 die Bischofsweihe; Mitkonsekratoren waren der Erzbischof der Erzeparchie Homs, Basile Moussa Daoud, und der Weihbischof in der syrisch-katholischen Erzeparchie Damaskus, Gregorios Elias Tabé. Hannouche war zudem Protosingel (Protosyncellus = Generalvikar) des Sudan und des Südsudans.